# Prosymna angolensis
Prosymna angolensis is een slangensoort uit het geslacht Prosymna.

## Naam en indeling
De wetenschappelijke naam van de soort werd voor het eerst voorgesteld door George Albert Boulenger in 1915. Hij publiceerde de naam als nomen novum voor Prosymna frontalis, door Bocage in 1895 beschreven. In 1894 had Boulenger echter de soort Temnorhynchus frontalis, door Wilhelm Peters in 1867 beschreven, naar het geslacht Prosymna verplaatst, zodat er toen twee verschillende Prosymna-soorten met hetzelfde epitheton waren. Omdat Prosymna frontalis (Peters) prioriteit had moest er een nomen novum komen voor de door Bocage beschreven slangensoort.

## Verspreiding en habitat
De soort komt voor in delen van Afrika en leeft in de landen Namibië, Angola, Zambia, Botswana en Zimbabwe. De habitat bestaat uit droge savannen. De soort is aangetroffen op een hoogte van ongeveer 600 tot 2000 meter boven zeeniveau.

## Beschermingsstatus
Door de internationale natuurbeschermingsorganisatie IUCN is de beschermingsstatus 'veilig' toegewezen (Least Concern of LC).